# 軍國女學生
『軍國女學生』（ぐんこくじょがくせい）は、1938年公開の日本映画である。製作会社は宝塚映画製作所（2013年まで存在していた宝塚映像）。監督は内村禄哉。モノクロ、スタンダード・サイズ。

## 概要
阪急阪神東宝グループの創始者である小林一三は戦前から映画を兵庫県宝塚市に本拠地を構える宝塚少女歌劇団（現・宝塚歌劇団）に使用することを計画しており、1933年（昭和8年）以来から宝塚新温泉外苑の一角にダークステージを建設して三浦時子、橘薫、草笛美子らによる歌唱によるトーキー映画を試作したことや、当時、大江美智子、霧立のぼる、轟夕起子や水尾みさをなどの宝塚少女歌劇団の生徒達が映画会社に女優として引き抜かれるという件が発生しており、自前で映画製作所を設立して生徒たちの流出を防ぐ必要があったこと、また、1938年（昭和13年）5月に宝塚大劇場星組公演において、「キノ・ドラマ」と称する、トーキー映画とレヴューを組み合わせた連鎖劇の演目「軍國女學生」を発表したほかに、同年7月にも藤沢桓夫原作のキノ・オペレッタ「花ある氷河」を上演したことから、同年8月12日に、宝塚大運動場西北隅の宝塚球場跡地において200坪に亘る第一撮影所（2013年まで存在していた宝塚映像）を新設して映画製作を開始した。この作品は1938年（昭和13年）5月に宝塚大劇場で上演されたキノ・ドラマを後に改修、および映画公開用に追加撮影したものを編集して、同年8月に1本の映画として完成させたものである。

## 梗概
戦時下における女学生の日常が、兄の出征や慰問袋制作などのエピソードと共に綴られる。

## 配役
- 艦長：倭ひふみ
- 音楽教員：園井恵子
- 清子：大空ひろみ
- 梅村大尉：秋風多江子
- 松波大尉：月影笙子
- 小使：泉川美香子
- 担任教員：八重春代
- 天野中尉：梢音羽
- 廣子の母：尾上さくら
- 良子：松島喜美子
- 道子：海原千里
- 岸村大尉：花影絹子
- 廣子：竹田鶴子
- 澄子：紀晶子
- 文子：東雲千鶴子
- 傳令：小波眞帆子
- 傳令：明海陽子
- 電信兵：瀧和泉
- 從兵：玉野ひかり
- 女學生：園御幸
- 女學生：草場咲耶
- 女學生：安倍仲子
- 女學生：阿波礼子
- 女學生：牧川文美子
- 女學生：日高澄子
- 良子の姉：櫻緋紗子

※その他、草笛美子、葦原邦子など

## 製作スタッフ
- 監督：内村禄哉
- 原作：海野啓一（本名:松島慶三）
- 製作：東郷静男
- 振付：高木四郎
- 音楽：長谷川良夫、市場幸助
- 舞台装置：岡本龍二
- 音楽指揮：中田劔次郎
- 後援：海軍省軍事普及部

## 音楽
- 主題歌：松島喜美子、海原千里「軍國女學生」（作詞:海野啓一、作曲・編曲:長谷川良夫、コロムビア）
- 挿入歌：汐見洋子「月下の陣」（作詞・作曲・編曲すべて同上、コロムビア）

## 作品データ
- 製作 : 宝塚映画撮影所
- フォーマット : モノクロ　スタンダードサイズ（1.37:1）　モノラル

## エピソード
- 屋外ロケは兵庫県西宮市岡田山にある神戸女学院で行われた。